# كلوريد الكروم الثنائي
 كلوريد الكروم الثنائي مركب كيميائي له الصيغة CrCl2، ويكون على شكل بلورات بيضاء.

## الخواص
- ينحل كلوريد الكروم الثنائي بشكل جيد في الماء حيث يعطي محلولا له لون أزرق، والذي يتأكسد بسهولة إلى أيونات الكروم الثلاثي. تتسيل بلورات كلوريد الكروم الثنائي بالتماس مع الهواء.
- تكون بنية بلورات كلوريد الكروم الثنائي مماثلة لبنية كلوريد الكالسيوم، ولها بنية معينة قائمة مشوهة عن تلك التي لمعدن الروتايل rutile.
- يمكن تشكيل العديد من مركبات وكواشف الكروم العضوية انطلاقاً من ثنائي كلوريد الكروم نظراً للخاصية الكهرسلبية المتوسطة لذرة الكروم ولتنوع الركائز التي يمكن للمركب أن يستقبلها.[3]

## التحضير
يحضر كلوريد الكروم الثنائي من اختزال كلوريد الكروم الثلاثي بغاز الهدروجين عند الدرجة 500°س.
CrCl3 + 1/2H2 → CrCl2 + HCl
يمكن استخدام مختزلات أخرى إذا كانت الكمية المراد إنتاجها قليلة مثل فلز الزنك أو هيدريد ألومنيوم الليثيوم:
4 CrCl3 + LiAlH4 → 4 CrCl2 + LiCl + AlCl3 + 2 H2

## الاستخدامات
- يستخدم مركب كلوريد الكروم الثنائي كركازة لتحضير مركبات ومعقدات الكروم الأخرى العضوية واللاعضوية. فهو على سبيل المثال يستخدم لاختزال مركبات هاليدات الألكيل ومركبات النترو العطرية، كما يستعمل ككاشف في تفاعل نوزاكي-هياما-كيشي Nozaki–Hiyama–Kishi reaction.